# بازگشت (فیلم ۲۰۱۳)
بازگشت یا هایترما (تاتاری کریمه‌ای: Qaytarma — «بازگشت»، «بازگشت به خانه») فیلمی اوکراینی در ژانر درام دورانی به کارگردانی اختم سی‌تابایوف محصول ۲۰۱۳ است. این فیلم خال پرنده تاتار کریمه و قهرمان اتحاد جماهیر شوروی آمت خان سلطان را در پس‌زمینه تبعید تاتارهای کریمه در سال ۱۹۴۴ به تصویر می‌کشد. عنوان فیلم به معنای بازگشت است. هایترما همچنین نام محبوب‌ترین رقص ملی تاتار کریمه است.

## تولید و انتشار
تولید این فیلم در اکتبر ۲۰۱۲ در کریمه آغاز شد. بودجه اولیه این فیلم ۲٫۵ میلیون دلار آمریکا بود. این بودجه توسط لنور اسلام، مالک ایستگاه تلویزیونی اوکراینی ATR Channel تأمین شد. هزینه‌های زیادی به طراحی صحنه و لباس اختصاص داده شد. پیش نمایشی از فیلم در مارس ۲۰۱۳ منتشر شد. اولین نمایش برای ۱۸ می ۲۰۱۳، شصت و نهمین سالگرد تبعیدها برنامه‌ریزی شده بود. ورونیکا نوه آمت خان، خلبانان نیروی هوایی شوروی، ژنرال‌های روسی و سفرای کشورهای خارجی برای شرکت در این مراسم دعوت شدند.

## واکنش‌ها
پست کیف یک بررسی مثبت ارائه کرد و بازگشت را «علاقه‌مندان به تاریخ باید ببینند» توصیف کرد. در سیمفروپل، سینما کاسموس تخمین می‌زند که شش هزار نفر در هفته اول فیلم را دیدند و یک هزار نفر در روز تا ۴ ژوئن. سینما تنها با دو نمایش در روز شروع شده بود، اما در پاسخ به محبوبیت غیرمنتظره، دو نمایش دیگر به آن اضافه شد. در اکتبر ۲۰۱۳ در جشنواره المللی فیلم نارنجی طلایی آنتالیا به نمایش درآمد. این یکی از سه فیلمی بود که در فهرست نهایی کمیته انتخاب اسکار اوکراین قرار گرفت تا به عنوان نامزد بهترین فیلم خارجی زبان در هشتاد و ششمین دوره جوایز اسکار معرفی شود.
ولادیمیر آندریف، کنسول روسیه در سیمفروپل، به دلیل اظهارنظرهایش مبنی بر اینکه این فیلم «حقیقت را تحریف می‌کند»، با عدم اشاره به همکاری ادعایی تاتارهای کریمه در طول اشغال اوکراین توسط آلمان نازی، جنجال عمومی را برانگیخت. او به چند ژنرال برجسته روسی که برای اولین نمایش دعوت شده بودند، گفت که در این مراسم شرکت نکنند و گفت که تاتارهای کریمه مستحق اخراج هستند که واکنش شدیدی را برانگیخت. او بعداً اعتراف کرد که واقعاً این فیلم را تماشا نکرده‌است و گفت: «من فیلم [سیتابلایف] را تماشا نکردم، اما می‌دانم که این فیلم بر اساس تاریخ جعلی است زیرا توسط تاتارهای کریمه تهیه شده‌است». اعضای مردم ابراز انزجار کردند و در ۲۳ مه ۲۰۱۳ حدود ۳۰۰ نفر در مقابل کنسولگری تظاهراتی برگزار کردند و خواستار آن شدند که آندریف شخص غیرارادی اعلام شود، در حالی که وزارت امور خارجه اوکراین اظهارات آندریف را «نامناسب» توصیف کرد. آندریف در ابتدا روی اظهارات تاتاروفوبیک خود که بدون اطلاع از محتوای فیلم بیان شده بود ایستاد و از پس گرفتن آنها خودداری کرد، اما روز بعد وزارت امور خارجه روسیه نیز سخنان آندریف را نامناسب و نادرست توصیف کرد. در نهایت او با عصبانیت از اینکه دولت روسیه از نظرات او حمایت نکرد استعفا داد.